# Tines de l'Escudelleta
Les tines de l'Escudelleta són unes tines del municipi del Pont de Vilomara i Rocafort (Bages) protegides com a béns culturals d'interès local. Estan situades al llit del riu Flequer.

## Descripció
És un conjunt format per onze tines de planta circular i un total de set barraques. La part inferior de les tines és feta amb pedra i morter de calç i amb l'interior recobert de rajoles de ceràmica envernissada lleugerament corbades. A la part superior els murs són fets amb pedra sense material d'unió i s'hi localitzen les entrades. Sobre els murs s'estén el voladís, construït amb pedres més planes. La coberta és feta amb el mètode d'aproximació de filades, i a sobre s'hi estén una capa de sorra i pedruscall. Observant el conjunt de cara a les portes d'entrada a les tines, descriurem les edificacions d'esquerra a dreta.
El primer grup amb què ens trobem és format per quatre tines. Les seves entrades donen el mateix camí i els brocs dels dipòsits queden protegits per les tres barraques d'aquest grup. Situat a 20 metres trobem un segon grup format per sis tines. Les tres primeres tenen l'accés directe des del camí i les tres darreres, des de l'interior d'una barraca comuna. Les tres tines següents tenen accés dins d'una barraca comuna. A 11 metres hi ha la darrera tina del conjunt. Pel que fa a les edificacions auxiliars, hi ha set barraques. Al primer grup n'hi ha tres, al segon tres més i finalment la darrera tina té la seva pròpia barraca. Algunes són de planta rectangular, altres són de planta trapezoïdal o irregular.